# Woomera Missile Range

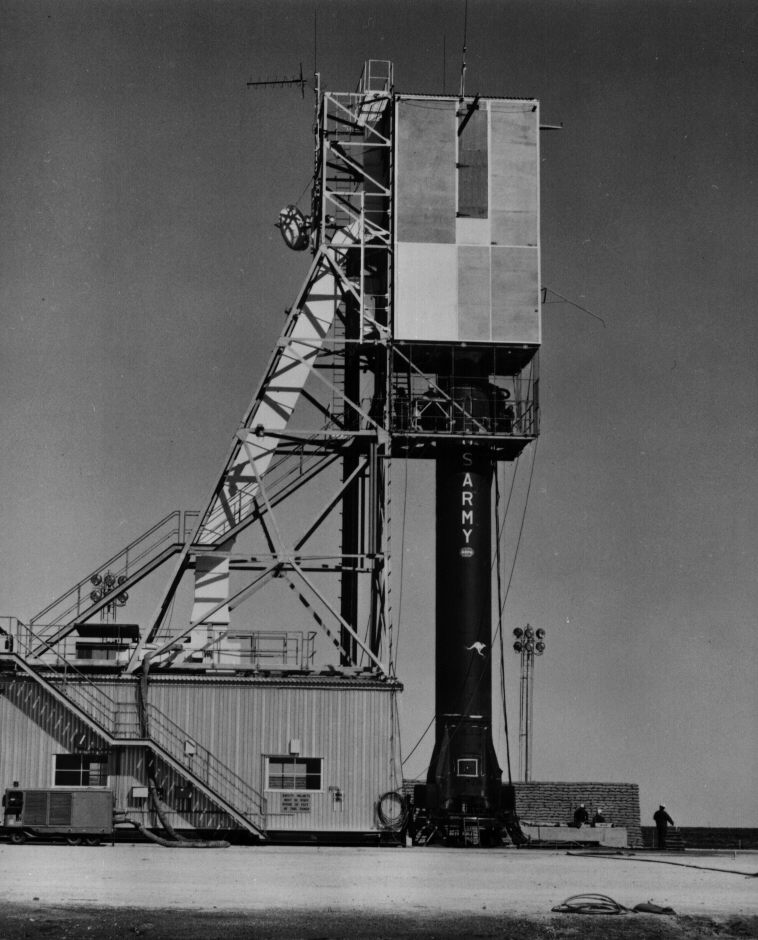
Příprava rakety Redstone–Sparta na Woomera Missile Range

Woomera Missile Range je nepříliš využívaná základna (a kosmodrom) určená především pro zkoušky raket v jižní části Austrálie. Dvakrát odtud startovaly rakety s družicí na oběžnou dráhu Země. V systému značení kosmodromů má přidělenou zkratku WO.

## Vznik
Spojené království (Velká Británie) zřídilo v jižní části Austrálie v roce 1946 raketovou základnu. Na základě dohody s australskou vládou zde byly testovány vyvíjené rakety středního a dalekého doletu.

## Umístění
Základna se nachází poblíž městečka Woomera (proto zkratka WO) v jižní Austrálii. Krajina je pouštního charakteru, rozloha vč.střeleckého sektoru činí přibližně 127 000 km2, samotné startovací komplexy jsou situovány mezi Hortovo a Campbellovo jezero.

## Využití pro kosmos
Od roku 1964 zde probíhaly zkoušky rakety Europa. Austrálie tuto raketovou střelnici využila pro kosmonautiku později, když odtud v listopadu 1967 vypustila svou první družici WRESAT. Start se uskutečnil pomocí americké rakety Sparta, což byla varianta rakety Redstone. Také Spojené království odtud v říjnu 1971 vypustilo první družici X-3 Prospero. Prospero byla technologická družice a byla vynesena pomocí britské rakety Black Arrow. Poslední zkouška rakety Europa se zde uskutečnila 6. června 1970 a další testy byly přesunuty do Kourou (proběhl však jen jeden test a program byl zrušen). Vývoj rakety Black Arrow byl po roce 1971 také zastaven a základna přestala být pro starty kosmických nosných raket využívána.
Nyní je zde hlavně letecká základna pro australské vojenské letectvo a část pro komerční starty raket. Provozovatelem kosmodromu je Weapon Research Establishment (WRE).